# Фадеево (Крым)
Фаде́ево (до 1948 года Аска́р-Бешку́й; укр.  Фадєєве, крымскотат. Asqar Beş Quyu, Аскъар Беш Къую) — исчезнувшее село в Ленинском районе Республики Крым, располагавшееся в центре района, в степной части Крыма, примерно в 1 км к югу от современного села Новониколаевка.

## История
Впервые в доступных источниках селение встречается на военно-топографической карте генерал-майора Мухина 1817 года, где деревня Аскар Бешкуй обозначена без указания числа дворов. После реформы волостного деления 1829 года Кочик Башуй, согласно «Ведомости о казённых волостях Таврической губернии 1829 года», подчинили Чалтемирской волости. На карте 1836 года в деревне 4 двора, а на карте 1842 года Аскай Бешкуй русский обозначен условным знаком «малая деревня», то есть, менее 5 дворов.
В 1860-х годах, после земской реформы Александра II, деревню приписали к Петровской волости. На трёхверстовой карте Шуберта 1865—1876 года в деревне Русский Аскар-Бешкуй обозначено 13 дворов. По «Памятной книге Таврической губернии 1889 года», по результатам Х ревизии 1887 года, в деревне Ашкар-Бешуй числилось 25 дворов и 133 жителя. По «…Памятной книжке Таврической губернии на 1892 год» в Аскаре, входившем в Ташлыярское сельское общество, числилось 52 жителя в 5 домохозяйствах, а в безземельном Аскаре, не входившем в сельское общество — 52 жителя, домохозяйств не имеющих. По «…Памятной книжке Таврической губернии на 1902 год» в деревне Аскар, входившей в Ташлыярское сельское общество, числилось 102 жителя в 18 домохозяйствах. По Статистическому справочнику Таврической губернии. Ч.II-я. Статистический очерк, выпуск пятый Феодосийский уезд, 1915 год, в деревне Аскар-Бешуй Петровской волости Феодосийского уезда числилось 25 дворов (10 дворов с землёй, 15 — безземельные) со смешанным населением в количестве 60 человек приписных жителей и 37 «посторонних», из которых 55 мужчин и 52 женщины. Жители владели 1010 десятинами удобной земли. В хозяйствах имелось 72 лошади, 35 волов, 37 коров и 410 голов овец, свиней, или коз.
После установления в Крыму Советской власти, по постановлению Крымревкома, 25 декабря 1920 года из Феодосийского уезда был выделен Керченский (степной) уезд, а, постановлением ревкома № 206 «Об изменении административных границ» от 8 января 1921 года была упразднена волостная система и в составе Керченского уезда был создан Керченский район в который вошло село (в 1922 году уезды получили название округов. 11 октября 1923 года, согласно постановлению ВЦИК, в административное деление Крымской АССР были внесены изменения, в результате которых округа были отменены и основной административной единицей стал Керченский район в который вошло село. Согласно Списку населённых пунктов Крымской АССР по Всесоюзной переписи 17 декабря 1926 года, в селе Аскар-Бешкуй, Новониколаевского сельсовета Керченского района, числилось 20 дворов, все крестьянские, население составляло 103 человека, из них 95 татар и 8 русских. Постановлением ВЦИК «О реорганизации сети районов Крымской АССР» от 30 октября 1930 года (по другим сведениям 15 сентября 1931 года) Керченский район упразднили и село включили в состав Ленинского, а, с образованием в 1935 году Маяк-Салынского района (переименованного 14 декабря 1944 года в Приморский) — в состав нового района. На подробной карте РККА Керченского полуострова 1941 года в селении отмечено 23 двора.
В 1944 году, после освобождения Крыма от фашистов, согласно постановлению ГКО № 5859 от 11 мая 1944 года, 18 мая крымские татары были депортированы в Среднюю Азию. 12 августа 1944 года было принято постановление № ГОКО-6372с «О переселении колхозников в районы Крыма» и в сентябре того же года в район приехали первые новоселы 204 семьи из Тамбовской области, а в начале 1950-х годов последовала вторая волна переселенцев из различных областей Украины. С 25 июня 1946 года селение в составе Крымской области РСФСР. Указом Президиума Верховного Совета РСФСР от 18 мая 1948 года, Оскар-Бешкуй (или Аскар-Бешкуй) переименовали в Фадеево. Название было присвоено в честь врача ялтинского партизанского отряда Анастасии Никаноровны Фадеевой (1898 года рождения, бывшего врача санатория им. А. П. Чехова), погибшей в бою 13 декабря 1941 года 26 апреля 1954 года Крымская область была передана из состава РСФСР в состав УССР. Исключено из учётных данных в 1957 году (согласно справочнику «Крымская область. Административно-территориальное деление на 1 января 1968 года» — в период с 1954 по 1968 год, как село Горностаевского сельсовета).

### Динамика численности населения
| - 1889 год — 133 чел. - 1892 год — 104 чел. - 1902 год — 102 чел. | - 1915 год — 60/37 чел. - 1926 год — 103 чел. |